# Syzygium

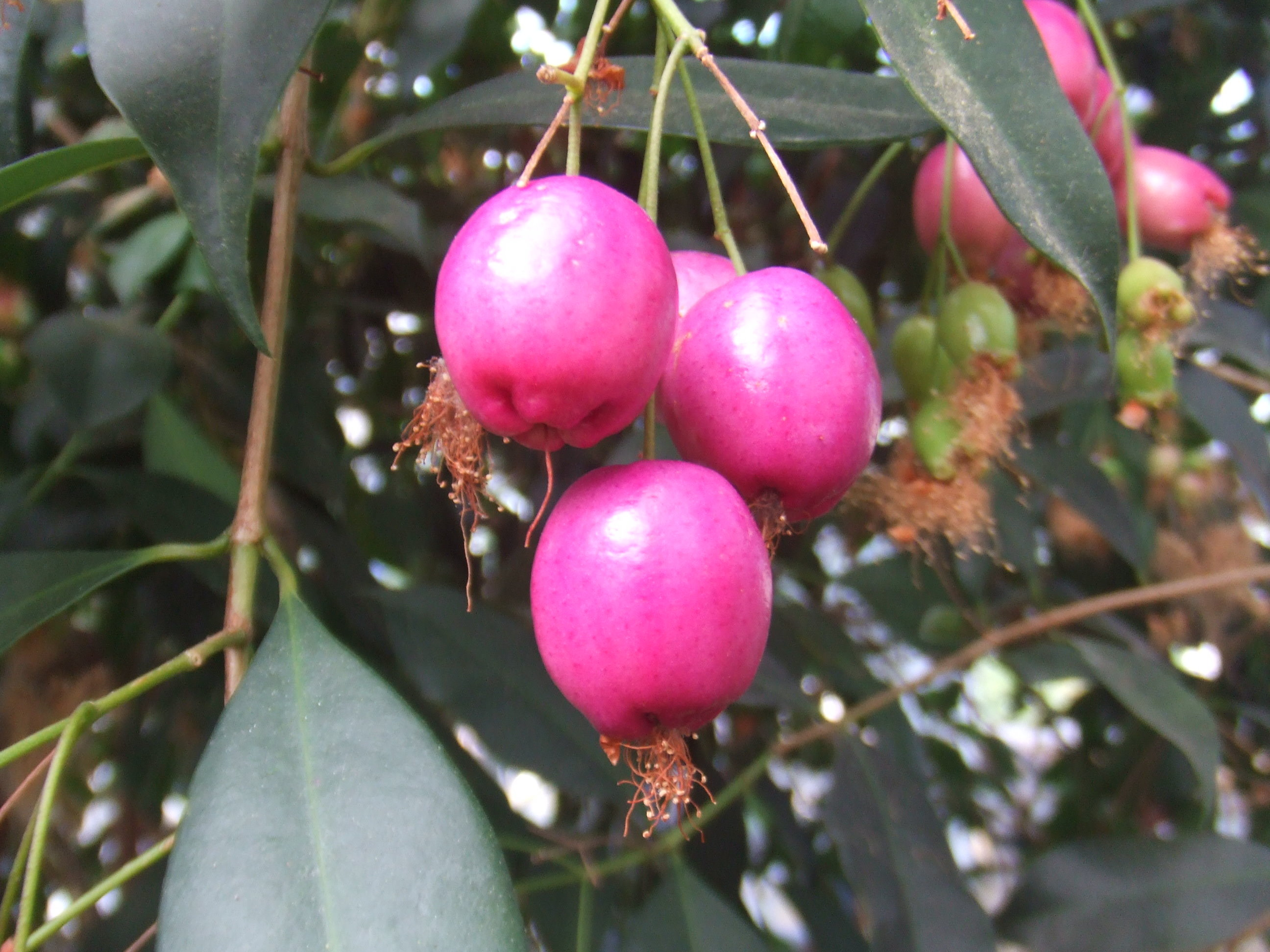
Syzygium oleosum.

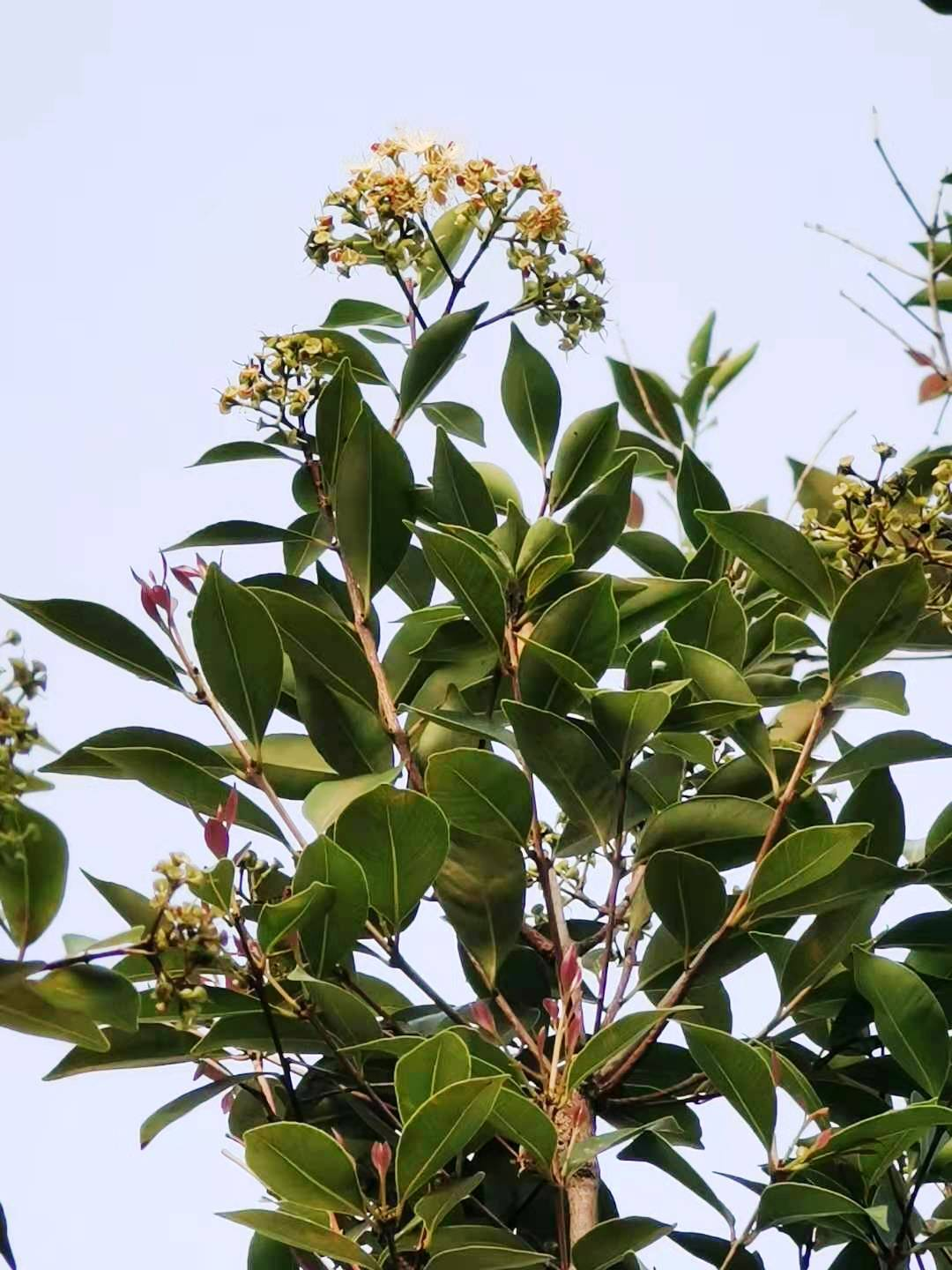
Syzygium formosanum.

Syzygium (Gaertn.) é um género botânico pertencente à família Myrtaceae. São plantas com flor. O género compreende cerca de 500 espécies e ocorre em regiões tropicais e subtropicais da Ásia e Europa. Está proximamente relacionado com o género Eugenia - de facto, alguns botânicos incluem as suas espécies no género Eugenia.
A maior parte das espécies são arbustos ou árvores de folhagem perene. Muitas são cultivadas como ornamentais pela sua folhagem brilhante. Algumas, mas poucas, produzem frutos comestíveis que podem ser consumidos frescos ou usados em compotas e geleias. A espécie de maior importância económica é o cravinho-da-índia, cujos botões por florir, depois de secos, constituem uma importante especiaria.

## Sinonímia botânica
Os seguintes géneros referem-se a espécies incluídas no género Syzygium:
- Aphanomyrtus, Miquel
- Calyptranthus, Blume
- Caryophyllus
- Cerocarpus, Colebr. ex Hassk
- Clavimyrtus, Blume
- Gelpkea, Blume
- Jambos
- Jambosa DC.
- Leptomyrtus, Miq. ex O.Berg
- Macromyrtus, Miquel
- Malidra, Raf
- Microjambosa, Blume
- Myrthoides, Wolf
- Opa, Lour.
- Pareugenia, Turrill
- Strongylocalyx, Blume
- Syllisium, Endl.(SUO)

### Espécies
- Syzygium aqueum (en), Jambo-branco
- Syzygium australe
- Syzygium aromaticum (Cravinho-da-índia)
- Syzygium buxifolium
- Syzygium cumini (Jamelão)
- Syzygium curanii
- Syzygium eucalyptoides
- Syzygium forte
- Syzygium grande Wight (Walp.),[1] ou Eugenia grandis
- Syzygium guineese
- Syzygium jambos (Jambo-rosa ou Jambo-amarelo)
- Syzygium javanicum syn.
- Syzygium luehmannii
- Syzygium malaccense (Jambo-vermelho)
- Syzygium nervosum
- Syzygium oblatum
- Syzygium oleosum
- Syzygium paniculatum
- Syzygium polyanthum
- Syzygium polycephaloides
- Syzygium polycephalum
- Syzygium pycnanthum
- Syzygium samarangense
- Syzygium smithii
- Syzygium suborbiculare
- Syzygium tetragonum

Espécies australianas:
- Syzygium australe
- Syzygium corynanthum
- Syzygium crebrinerve
- Syzygium francisii
- Syzygium hodgkinsoniae
- Syzygium luehmannii
- Syzygium moorei
- Syzygium oleosum